# Dieterova štola

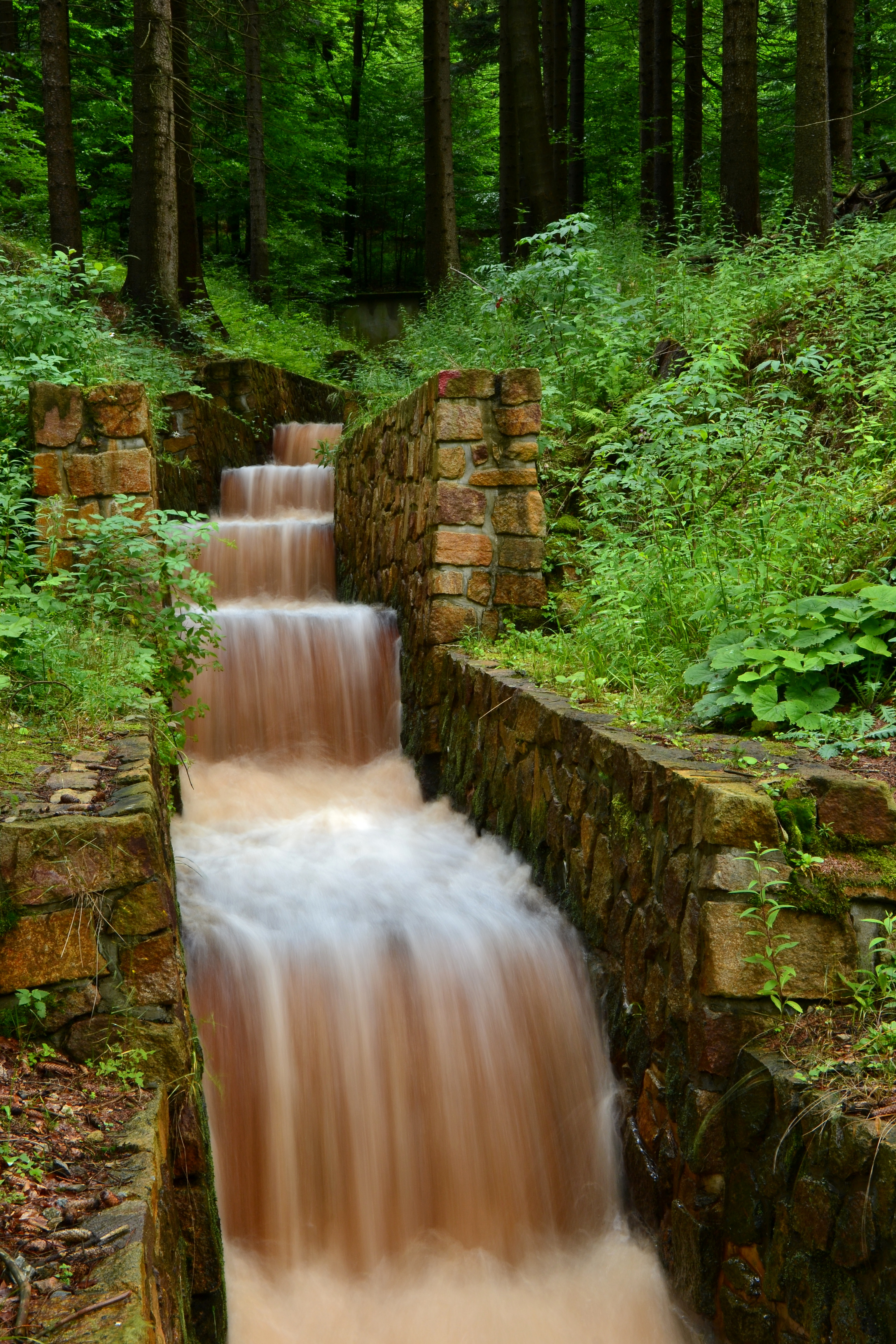
Výtok z dolního ústí štoly

Dieterova štola je vodní regulační stavba v Krušných horách. Byla vyražena současně se stavbou vodní nádrže Kamenička v letech 1899–1904 mezi potokem Kamenička a řekou Chomutovkou. Důvodem pro její vyražení bylo, aby se v době tání sněhu nebo silných dešťů do nádrže Kamenička nedostávala huminovaná voda z rašelinišť.
Rozdělovací objekt se nachází na Kameničce na říčním kilometru 6,05, těsně pod jejím soutokem s Novodomským potokem, který přivádí vodu ze Starého rybníka. Štola je dlouhá 1 200 m, příčný profil má rozměry 1,2 × 1,8 m a má spád přibližně 8 %. Překonává výškový rozdíl 95 m.